# Djalai-Nor-Gräber
Die Djalai-Nor-Gräber (chinesisch 扎赉诺尔古墓群, Pinyin Zhālài Nuò’ěr gǔ mùqún, englisch Jalainur cemetery), die auch als Jalainur-Friedhof bezeichnet werden, liegen in der kreisfreien Stadt Manjur [Manžur; chin. Manzhouli], die zum Verwaltungsgebiet der bezirksfreien Stadt Hulun Buir im Autonomen Gebiet Innere Mongolei der Volksrepublik China gehört, einige Kilometer südlich des Jalainur-Minenbezirks (扎赉诺尔矿区,  Zhālài Nuò’ěr Kuàngqū).
Die Gräber wurden 1959 entdeckt. Es handelt sich um mehr als dreihundert Gräber der Xianbei (鲜卑,  Xianbei), eines Zweiges der Tuoba (拓跋,  Xiebei) aus der Zeit der Östlichen Han-Dynastie. Die bereits gesichteten Gräber enthielten reichlich Grabbeigaben.
Die Gräber von Djalai-Nor (Zhalai Nuo'er muqun 扎赉诺尔墓群) stehen seit 2006 auf der Liste der Denkmäler der Volksrepublik China (6-236)
Koordinaten: 49° 30′ 14″ N, 117° 39′ 46″ O